# Indové v Jihoafrické republice

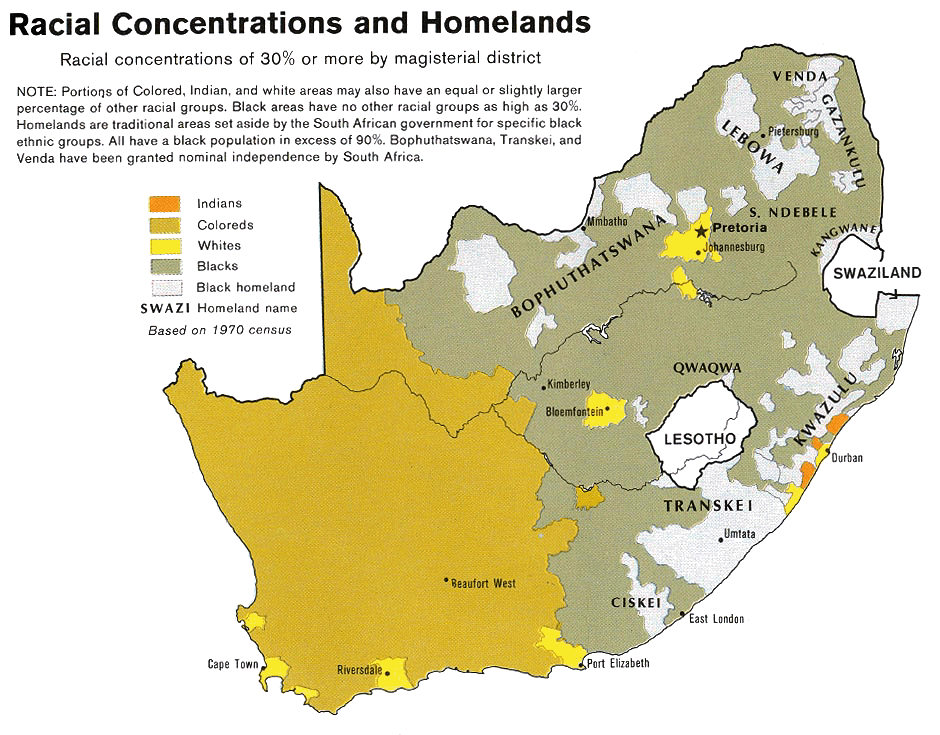
Rasová mapa JAR v roce 1979

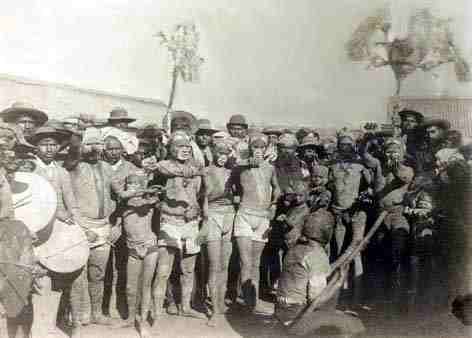
Indičtí přistěhovalci v durbanském přístavu, konec 19. století

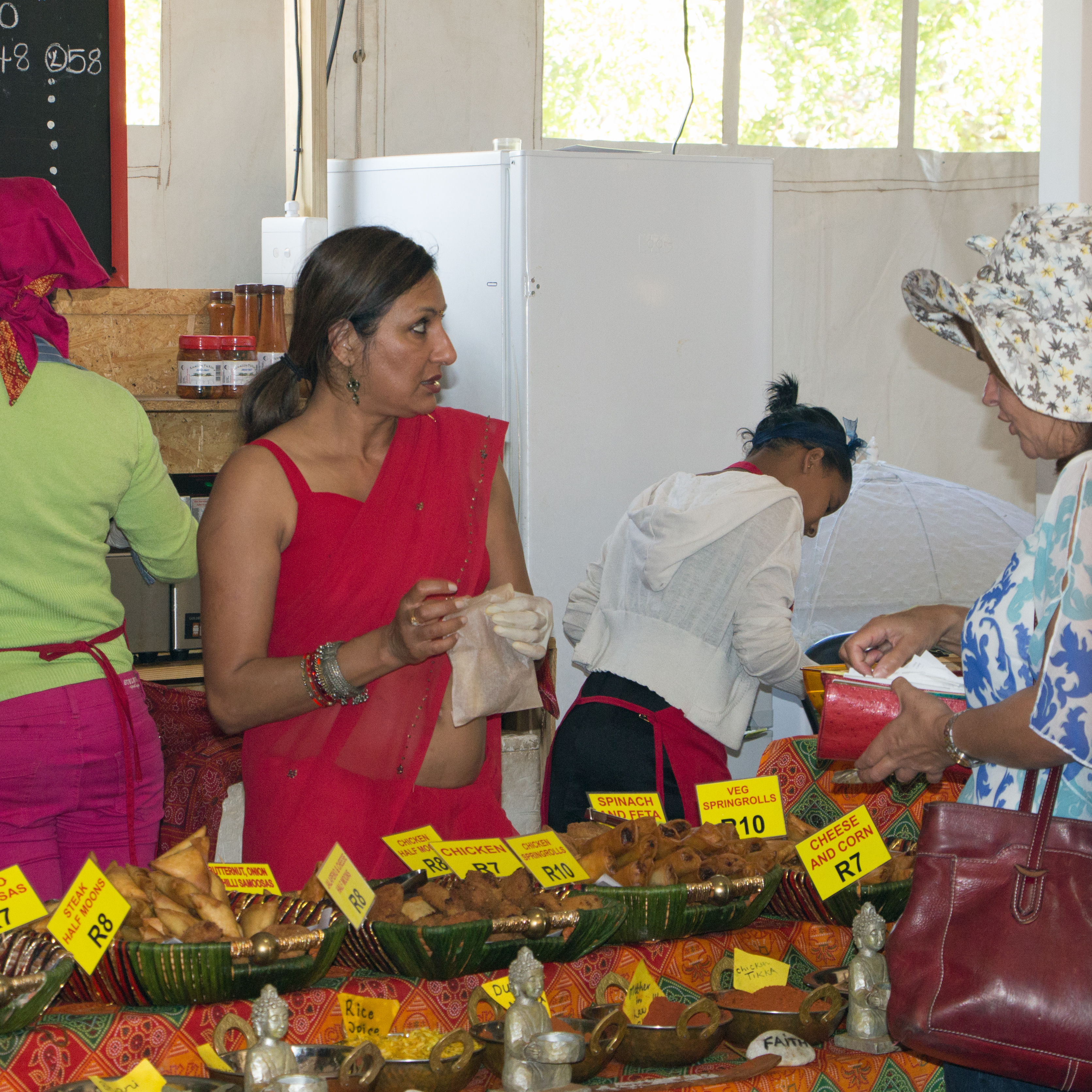
Prodejna indických potravin ve Stellenboschi

Indové v Jihoafrické republice jsou menšinou, která má podle sčítání z roku 2011 okolo 1 300 000 příslušníků a tvoří tak 2,7 % obyvatelstva země. Indové žijí převážně v provincii KwaZulu-Natal.
Již v 17. století přiváželi Nizozemci do jižní Afriky otroky z Indického subkontinentu, masový příliv Indů však nastal po roce 1860, kdy byl zaveden systém indenture: na místo černých otroků přišli jako levná pracovní síla smluvní dělníci z Britské Indie, kteří se kvůli dluhům nemohli z nevýhodného kontraktu uvolnit. Usazovali se především v přístavu Durban, který je dosud označován ze největší indické město mimo samotnou Indii. Oranžský svobodný stát zakázal přistěhovalectví Indů na své území.
Materiální postavení Indů se časem zlepšilo, začali zastávat kvalifikovaná místa, o která běloši neměli zájem. Pracovali jako obchodníci, řemeslníci, zahradníci, železničáři i na nižších úřednických postech, stále však nebyli plnoprávnými občany. Roku 1893 přišel do jižní Afriky Mahátmá Gándhí a otevřel si v Johannesburgu advokátní kancelář. Začal bojovat proti diskriminaci indických přistěhovalců, roku 1894 založil Natalský indický kongres. Za druhé búrské války se postavil na stranu Britů a sestavil sbor indických dobrovolníků, ani tato pomoc však nevedla ke zlepšení právního postavení Indů. V Transvaalu mohli Indové pobývat jen na zvláštní povolení, v roce 1913 zrušil místní soud platnost hinduistických a islámských sňatků. Na protest proti tomu zorganizoval Gándhí v září 1913 velký pochod Indů z Natalu do Transvaalu a dosáhl změny zákona, šlo o první úspěšný případ taktiky zvané satjágraha.
Po zavedení politiky apartheidu byli jihoafričtí Indové zařazeni do rasové skupiny Asiatů a nuceni žít odděleně od bílého obyvatelstva, museli se vystěhovat z bohatších čtvrtí. Nesměli navštěvovat vysoké školy, proto založili v roce 1972 vlastní University of Durban-Westville. Omezené volební právo dostali až v roce 1983, kdy byla po referendu zřízena zvláštní indická komora parlamentu. Po zrušení apartheidu zastupuje zájmy indického obyvatelstva strana Minority Front, která však kromě Durbanu a okolí nemá výraznější vliv.
Jihoafričtí Indové vyznávají hinduismus (47,3 %), islám (24,6 %) nebo křesťanství (24,4 %). Nejvýznamnějším hinduistickým chrámem je Clairwood Shree Siva Soobramoniar Temple v Durbanu. Většina z nich hovoří anglicky, indické jazyky se drží hlavně u přistěhovalců z první generace. Indické menšině je určeno vysílání durbanské rozhlasové stanice Lotus FM, v místních kinech se často promítají bollywoodské filmy. Z jihoafrické indické komunity pocházejí např. herec Adhir Kalyan a komisařka OSN pro lidská práva Navi Pillayová, indického původu jsou také mnozí jihoafričtí hráči kriketu.